# Sansão Campos Pereira
Sansão Campos Pereira (Xapuri, 11 de junho de 1919 – Rio de Janeiro, 11 de dezembro de 2014) foi um artista plástico, intelectual, engenheiro elétrico e PhD em física, Brasileiro.

## Biografia

### O engenheiro
Nascido em Capixaba, na época um distrito de Xapuri, Sansão cursou engenharia elétrica na Universidade de Berkeley, na Califórnia (Estados Unidos), na turma de 1951. Retornou ao Brasil no mesmo ano fixando-se na cidade do Rio de Janeiro no bairro do Leme, Mudando-se anos mais tarde para praia de Copacabana.
Construiu a primeira usina de luz do Estado do Acre: a EletroAcre. Construiu as elevatórias subterrâneas do Ribeirão das Lages no complexo de abastecimento de água do Rio Guandu no Rio de Janeiro durante o governo de Carlos Lacerda, e a estação de bombeamento do Rio Torto em Brasília. Foi diretor técnico do Moinho Inglês  e sócio da empresa Serva Ribeiro Engenharia S.A.
Dirigiu no Brasil o Youth for Understanding. Programa que enviava centenas de jovens secundaristas todos os anos para estudar em escolas nos Estados Unidos

### O artista
Recém-chegado dos Estados Unidos, foi visitar sua prima Cláudia Ribeiro que também acabara de se mudar para o Leme vinda recém casada de Manaus, encontrou-a pintando uma tela, logo depois ela lhe deu uma tela em branco, pinceis e tintas. Sansão nunca mais parou de pintar o número de suas obras passaram de 30 mil telas e com seu espirito acadêmico aproveitou cada viagem que fez para aprimorar sua arte. Estudou no Museu de Joaquín Sorolla na Espanha com seu amigo o também físico Clark Hulings e na School of Arts em Oakland na Califórnia entre outros.
"Pinto livremente, tranquilamente, ao sabor de minha vontade, minha inspiração, minhas tendências e meus sentimentos'."

### Associações
| Órgão                                             | Grau                 | ref.  |
| Academia Brasileira de Belas Artes                | Membro               | [ 5 ] |
| American Society of Marine Artists                | Membro               |       |
| Associação Brasileira de Desenho e Artes Visuais. | Grão-Mestre          |       |
| Ordem do Mérito das Belas Artes                   | Grão-Mestre          | [ 6 ] |
| Tripulação do Navio Escola Brasil                 | Membro Honorário     |       |
| Sociedade Brasileira de Belas Artes               | Presidente (1971/79) |       |
| Associação dos Artistas Plásticos do DI           | Sócio Benemérito     |       |
| Escola Naval - Sociedade Phoenix Naval            | Sócio Honorário      |       |

#### Coletivas
| Local                                                               | Prêmio                   | Ano  |
| Salão Nacional de Belas Artes                                       | Medalha de Bronze        | 1967 |
|                                                                     | Medalha de Prata         | 1971 |
|                                                                     | Medalha de Ouro          | 1972 |
|                                                                     | Prêmio de Viagem ao País | 1973 |
| Salão Fluminense de Belas Artes                                     | Medalha de Ouro          | 1967 |
|                                                                     | Medalha de Prata         | 1969 |
| Salão da Sociedade dos Artistas Nacionais, RJ                       | Medalha de Prata         | 1968 |
| Salão Municipal de Belas Artes de Juiz de Fora, MG                  | Medalha de Ouro          | 1969 |
| Salão da Sociedade Artística Antônio Parreiras                      | Medalha de prata         | 1969 |
| Salão Petropolitano de Pintura Júlio Koeler, RJ                     |                          | 1969 |
| Salão Paulista de Belas Artes                                       | Medalha de Ouro          | 1970 |
| Mostra de Arte de Curitiba, PR                                      |                          | 1970 |
| Salão de Artes Plásticas de São Lourenço, MG                        | Medalha de Ouro          | 1970 |
| Salão de Artes Plásticas da Associação dos Artistas Brasileiros, RJ | Medalha de Ouro          | 1970 |
|                                                                     | Medalha de Prata         | 1971 |
|                                                                     | Medalha de Bronze        | 1972 |
| Salão de Belas Artes de Piracicaba, SP                              |                          | 1972 |
| Salão de Maio da Sociedade Brasileira de Belas Artes, RJ            | Medalha de Ouro          | 1971 |
|                                                                     | Medalha de Prata         | 1972 |
|                                                                     | Medalha de Honra         | 1973 |
| Iº Salão Internacional de Corumbá, MS                               | Medalha de Prata         |      |
| Salão da Academia de Belas Artes, RJ                                | Medalha de Ouro          |      |

### Condecorações
- Oficial da Ordem do Mérito Aeronáutico.
- Medalha Tiradentes - Assembleia Legislativa do Estado do Rio de Janeiro.
- Comendador da Ordem do Mérito Naval - Ministério da Marinha.
- Cavaleiro da Ordem do Mérito do Estado Maior das Forças Armadas.
- Cavaleiro da Ordem da Estrela - Acre .
- Comendador de Honra da Ordem Imperial Constantiniana Militar de São Jorge.
- Comendador da Ordem da Fênix  - República Helênica.
- Comendador da Ordem do Mérito Maçônico Lauro Sodré.
- Comendador da Ordem do Mérito Pedro I.
- Grã-Cruz da Legião do Honra Marechal Rondon.
- Grã-Cruz da Legião de Honra Presidente Antônio Carlos.
- Grande Oficial - Soberana, Imperial y Militar, ordem de los caballeros angélicos y aureados de Constantino I, el grande (Itália).
- Grande Oficial - Grande Prêmio Humanitário - Pia União Cristã.
- Mérito Escolar Marechal Rondon.
- Medalha do Mérito Santos-Dumont - Ministério da Aeronáutica.
- Medalha Mérito Tamandaré - Ministério da Marinha.
- Medalha do Mérito D. João VI.
- Medalha Amigo da Marinha - Ministério da Marinha.
- Medalha Cívica e Cultural Regente Feijó - Instituto Nacional de Heráldica.

#### Premiações especiais
- Salão Nacional de Belas Artes (MEC) - Prêmio de Viagem ao País
- Academia Brasileira de Belas Artes - Mérito Barão de 5. Angelo
- Academia Brasileira de Belas Artes - Grande Medalha de Honra
- Academia Valenciana de Letras - Comenda Especial
- Academia Valenciana de Letras - Comenda S. dos Premiados
- Sociedade de Belas Artes - Prêmio Honoris Artes
- Salão Baptista da Costa - Prêmio Raul Devesa
- Ordem do Mérito das Belas Artes - Medalha de Honra
- Academia Valenciana de Letras - Medalha de Honra
- ABD/Ministério da Educação e Cultura - Medalha de Honra
- Sociedade Teosófica Brasileira - Medalha de Honra
- Associação Brasileira de Desenho - Medalha de Honra
- Policia Militar do Estado de Guanabara - Medalha de Honra
- 1° Salão de Arte - ABD - MEC - Medalha de Honra
- Sociedade Artística Baptista da Costa - Medalha de Honra
- Salão de Artes Plásticas de São Lourenço - Medalha de Honra
- Núcleo de Artistas Fluminense - Medalha de Honra
- Sociedade dos Artistas Nacionais - Medalha de Honra
- Sociedade Brasileira de Belas Artes - Medalha de Honra
- Associação de Artes Plásticas da PMEG - Medalha de Honra
- Associação dos Servidores Civis - Medalha de Honra
- Associação Brasileira de Desenho - Medalha de Honra / Salão de arte Contemporânea
- Associação dos Artistas Nacionais - Medalha de Honra / Cândido Portinari
- ABD/Associação Brasileira de Imprensa - Medalha de Honra
- Conselho Estadual de Cultura do Estado do Pará - Medalha Cultural
- Salão da Polícia Militar de Guanabara - Medalha Grande Oriente do Brasil
- Secretaria de Estado e Cultura de São Paulo - Medalha Jubileu de Esmeralda “Salão Paulista”
- Associação dos Antigos Funcionários do Banco do Brasil - Medalha Jubileu de Prata
- Ministério da Marinha - Troféu Serviço de Relações Públicas da Marinha (I Salão da Marinha)
- Youth for Understanding - Medalhão Dourado
- Academia Brasileira de Medicina Militar - Medalhão de Integração Nacional
- Clube Caiçara do Rio de Janeiro - Medalhão Dourado
- NAF/Tijuca Tênis Clube - Troféu Sra. Ilda Tosta
- I Salão de Marinhas SBBA - Troféu Ministro da Marinha
- I Salão da Primavera SBBA - Troféu VilIa Lobos
- Salão Valenciano de Belas Artes - Troféu Mal. Mendes Morais - 1° Lugar
- I Exposição de Artes Plásticas de Volta Redonda - Troféu “Shell”
- I Salão Nacional da Aeronáutica - Troféu III Comando
- Academia Brasileira de Belas Artes - Grande Láurea Acadêmica
- Sociedade Brasileira de Belas Artes - Prêmio Governador do Estado da Guanabara
- 8° Região Administrativa - Salão Tijucano de Artes - Prêmio Guia Rex
- Polícia Militar da Guanabara - Prêmio Moacyr A. Dinamaco
- Universidade Federal Fluminense - Salão Comunitário
- I Salão de Paisagem SBBA - Menção de Honra Especial
- Fundação Brasil/Japão de Artes de São João Merity - Brasão de Ouro
- I Salão Nacional da Palheta - Pincel de Ouro
- IV Salão de Arte Sacra - 1983 - Duque de Caxias - Troféu Associação Comercial
- XII Mostra da Primavera - Escola Naval - Homenagem Especial
- Sociedade Paulista de BelasArtes - Medalha do Jubileu de Esmeralda.

#### Medalhas de ouro
- Salão Nacional de Belas Artes;
- Academia Brasileira de Belas Artes;
- Organização das Nações Unidas (ONU);
- Salão Paulista de Belas Artes;
- Salão Fluminense de Belas Artes;
- Associação dos Artistas Nacionais;
- Associação dos Artistas Brasileiros;
- Academia Valenciana de Letras;
- Associação Brasileria de Desenho;
- Salão de Artes Plásticas de São Lourenço;
- Salão de Artes Plásticas de Juiz de Fora;
- Salão de Polícia Militar da Guanabara;
- Salão de Artes Plásticas da Tijuca;
- Salão de Artes Plásticas de Petrópolis “Julio Ketler”;
- Salão de Artes Plásticas de São João do Merity;
- I Salão de Artes Plásticas - Colégio Metropolitano CENITUR - Centro Niterioense de Turismo;
- Fundação Brasil-Japão de Artes Plásticas;
- Associação dos Antigos Funcionários do Banco do Brasil;
- Mostra de Artes-Tinta Águia;
- Academia Brasileira de Artes - ABD;
- Orfeão de Portugal Secretaria de Turismo da Guanabara;
- IBGE - Instituto Brasileiro de Geografia e Estatística ABD - Ministério da Educação e Cultura;
- II Salão Nacional da Flunitur;
- III Salão de Artes da Vila Militar;
- Mostra de Arte Internacional Brasil-Export ABDL-ABL - Academia Brasileira de Letras;
- Sociedade Teosófica Brasileira;
- I Salão de Artes Plásticas da Aeronáutica;
- Salão de Marinhas - SBBA Sociedade de Belas Artes Antonio Parreira.

### Exposições individuais

#### No Brasil
Citando apenas as capitais dos estados: Rio, São Paulo, Porto Alegre, Curitiba, Florianópolis, Salvador, Recife, Fortaleza, Belém, Natal, Rio Branco, Campo Grande, Curitiba.
Em algumas cidades foi mais de uma exposição.

#### No exterior
Estados Unidos: Nova York, Los Angeles, Concord, Tampa, Miami, Detroit, Ann Arbor, Washington, Seatle, Walled Lake, Lincoln.
Outros países: Assunção (Paraguai), Lisboa (Portugal), Tóquio (Japão), Madrid (Espanha), Berlim (Alemanha), Buenos Aires (Argentina), Otawa (Canadá), Cidade do México (México), Paris (França).

### Trabalhos em museus e pinacotecas
Museu do Vaticano 
Metropolitan Museum of Art - Detroit - Michigan - Estados Unidos.
Museu Procópio Ferreira - Petrópolis RJ
Museu do Crato - Ceará
Museu Alencar Dutra
University of Michigan
Youth for Understandinhg - Tampa Bay Art Center - Florida - Estados Unidos.
Youth for Understandinhg - Ann Harbor - Michigan - Estados Unidos.
Palácio da Abolição - Ceará.
Allis Chalmers MFG - Milwauker - Wis. Estados Unidos.
Casa Rosada - Buenos Aires - Argentina.
Força Aérea do Chile - Santiago - Chile.
Círculo de Oficiais da Vila Militar - Rio de Janeiro.

#### Força Aérea Brasileira
- III Comar Rio de Janeiro.
- Base Aérea do Galeão - Painel do Cassino dos Oficiais - Rio de Janeiro.
- Escola Preparatória de Cadetes -Barbacena - Minas Gerais.
- Academia da Força Aérea - Pirassununga - Minas Gerais.
- Base Aérea de Natal - Rio Grande do Norte.
- II Comar - Comando - Natal - Rio Grande do Norte.
- Parque dos Afonsos - Rio de Janeiro.
- Museu Aeroespacial - Campos dos Afonsos - Rio de Janeiro.
- Parque do Galeão - DIRMA - Comando - Rio de Janeiro.
- Base Aérea de Manaus - Amazonas.
- Parque de Manutenção de Belém - Pará.

#### Marinha do Brasil
- Comando do 8º Distrito Naval.[10]
- Hospital Naval Marcílio Dias - Rio de Janeiro.
- 1º Distrito Naval - Rio de Janeiro.
- Colégio Naval - Rio de Janeiro.
- Comando de Operações Navais - Rio de Janeiro.
- Gabinete do Ministro da Marinha - Brasília.
- Hospital Central da Marinha.
- Escola de Guerra Naval - Rio de Janeiro.
- Comando Geral dos Fusileiros Navais.
- Diretoria de Saúde.
- Policlínica N.S. da Glória.

## Publicações
Sansão C. Pereira / Iracy Carise - Rio de Janeiro Arte Hoje Editora. 1988.
Sansão C. Pereira / Iracy Carise - Rio de Janeiro - RBM Editora. 1999.
A Arte de Sansão C. Pereira / Iracy Carise - Rio de Janeiro - Editora Luzes. 2011.